# Световой меч

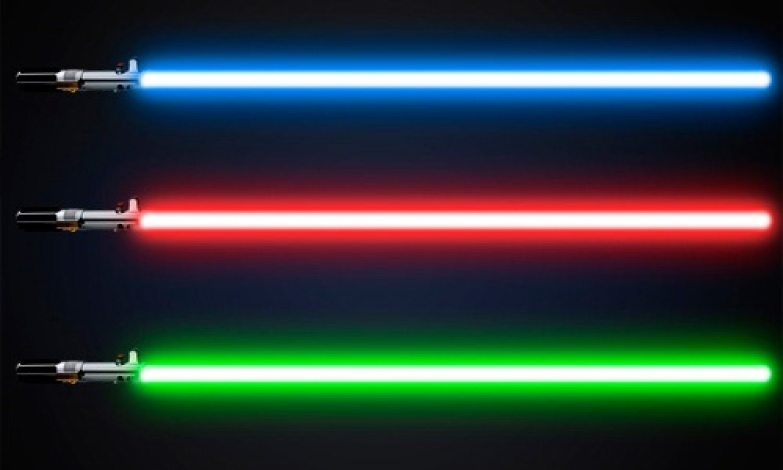
Световые мечи с голубым, красным и зелёным клинками

Светово́й меч, или ла́зерный меч (англ. Lightsaber) — фантастическое оружие, встречающееся во множестве научно-фантастических фильмов и рассказов. Представляет собой высокотехнологичное устройство, генерирующее мощный энергетический клинок, который появляется из керамической трубки, замкнутый в периферическую дугу. Наиболее известен по фантастической киновселенной «Звёздные войны», хотя задолго до неё был придуман писателем-фантастом Эдмондом Гамильтоном в рассказе «Калдар — Мир Антареса».

## История (Звёздные войны)

Голубой световой меч

Предшественником современного светового меча был силовой меч, созданный учёными Ракатанской империи. В нём энергия Тёмной Силы, проходя сквозь выращенный в лаборатории кристалл, преобразовывалось в энергетический клинок. Ранние конструкции световых мечей были крайне нестабильны, и предки современных джедаев находились в постоянном поиске наиболее подходящей технологии для их создания. Блок питания первых световых мечей находился на поясе и был связан с клинком проводом.
Но со временем громоздкие конструкции сошли на нет, уступив более современной, лёгкой и элегантной конструкции. Световые мечи были усовершенствованы Тёмными лордами Империи ситхов, которые переместили блок питания светового меча с пояса в рукоять самого меча. Так световые мечи пришли к знакомой нам конструкции.
Пока воители Империи ситхов использовали в качестве вооружения световые мечи нового образца, джедаи всё ещё сражались аккумуляторными протомечами, однако со временем новый вариант оружия переняли и они.

## Критика
Многие учёные подвергли критике саму идею светового луча и указали на две ключевые логические проблемы: во-первых, луч света не может быть твёрдым телом (поэтому вместо парирования ударов световые мечи будут свободно проходить друг через друга), а во-вторых, световой луч не может резко обрываться, как показывается во всех случаях, и поэтому вместо фиксированной длины по идее должен стремиться в бесконечность в форме конуса (подобно струйному огнемету или паяльной лампе).
Однако есть теоретическая возможность изготовить световой меч из ионизированной плазмы, которая будет выходить из маленьких отверстий по всей длине цилиндрического выдвижного телескопического полого клинка (однако в этом случае остается проблема создания мощного источника энергии).
Теоретически, представляется возможным сделать ручной портативный плазменный резак. За исключением невозможности парировать/блокировать атаки, очень малой длины «клинка» и необходимости использовать защиту зрения, такое изделие будет обладать всеми качествами светового меча (н.п. плавление тяжёлой брони). На текущий момент, ключевой проблемой является отсутствие мощного портативного источника энергии.

## «Звёздные войны»
|                | Это оружие рыцаря-джедая. Оно намного лучше и точнее бластера. Изящное оружие более цивилизованной эпохи. |  | This is the weapon of a Jedi Knight. Not as clumsy or random as a blaster. An elegant weapon for more civilized age. |  |
| Оби-Ван Кеноби | |  | |  |

### Создание
Для съемок фильма рукояти световых мечей были сделаны из батарейных блоков от фотовспышки камеры Graflex на три элемента типа D. К рукояти были добавлены пластиковые «излучатели» и обкладки. Для съёмок боя на части мечей вместо «излучателя» прикреплялся трехгранный пластиковый клинок, покрытый световозвращающей краской. Освещение на клинок подавалось сбоку от камеры. После нескольких кинопроб выяснилось, что световые мечи выглядят в кадре неубедительно и анимация клинков была добавлена при помощи ротоскопии. Звук светового меча - звук размагничивателя магнитных пленок, а звук «удара» был получен при помощи раскаленного железа и сухого льда.

### Цвет светового меча
Изначально Джордж Лукас предполагал, что будет лишь два цвета — красный и голубой, символизирующие Тьму и Свет, соответственно Ситхов и Джедаев.
Но в «Возвращении джедая» у Люка Скайуокера появляется зелёный световой меч. Причина изменения клинка была в том, что съёмки происходили в солнечный день, и на фоне ясного ярко-голубого неба светло-голубой цвет был плохо виден.
Позже, со временем, цвета клинков изменялись. В «Атаке клонов» появился фиолетовый клинок, который принадлежал Мейсу Винду.

#### Красный клинок
Клинки красного цвета использовали Ситхи. Красный цвет ассоциируется с Тёмной стороной. Красный световой меч преимущественно создавался из искусственного кристалла красного цвета, так как органических красных кристаллов практически не было в природе. Начало этой традиции было положено ещё в годы существования Империи Ситхов, но наиболее прочно она закрепилась с подачи Дарта Ревана.
После отмены старого канона компанией Disney причина красного цвета клинка стала совсем иной. Согласно новой информации, клинок становится красным после того, как адепт Тёмной Стороны Силы напитывает кристалл энергией Темной Стороны. После этого кристалл начинает «кровоточить», и клинок меча приобретает красный цвет.

#### Оранжевый клинок
Новейшим дополнением к канону «Звездных войн» стали оранжевые световые мечи, благодаря Jedi: Fallen Order. Цвет был объявлен как стимул для предварительного заказа игры, поэтому предыстории к нему пока нет. В Расширенной Вселенной оранжевые клинки иногда использовались ситхами / темными джедаями, но в новом каноне нет указания на то, что именно они собой представляют.

#### Жёлтый клинок
Жёлтыми световыми мечами пользовались джедаи-стражи, которые выбрали баланс между Силой и мечом. Специализируются больше на защите. Также Стражи изучали технологии и занимались шпионажем, хакерством и выслеживанием противника.

#### Жёлто-зелёный клинок
Мечом жёлто-зелёного цвета пользовались джедаи, которые не любили насилие, но при этом могли постоять за себя и участвовать в войне, если это необходимо.

#### Зелёный клинок
Световым мечом с клинком зелёного цвета пользовались джедаи-консулы. Консулы в ордене несли мир. Они не любили насилие и как правило неохотно использовали световой меч. Большую часть времени они тренировали чувствительность к Силе, так как она помогала чувствовать намерение и настроение дипломатов и в случае чего действовать на них, например, успокаивая, пока те даже не замечали этого в ходе спора.

#### Клинок цвета циан
Циановым клинком пользовались джедаи, которые уделяли внимание одновременно тренировкам с силой и мечом.

#### Светло-голубой клинок
Этим мечом пользовались Рыцари-Джедаи, делающие упор на тренировки со световым мечом, но не забывая тренировать силу и пользоваться ею.

#### Голубой клинок
Голубым клинком пользовались в основном джедаи-защитники, основной упор которых уходит в тренировки со световым мечом. Их основной миссией являются, как сказал Энакин Скайуокер, «агрессивные переговоры». Силой они пользуются реже, чем остальные джедаи. Джедаи-защитники спасают жизни горожан и являются основной силой ордена.

#### Клинок света индиго
Данный цвет схож с синим и фиолетовым. Данным мечом пользовались джедаи-защитники, которые предпочитали более агрессивный темп борьбы.

#### Фиолетовый клинок
Фиолетовый клинок использовался джедаями, которые при поединке использовали агрессивный стиль боя. Клинок совмещает свет и тьму. Известным владеющим был Мейс Винду.
По одной из историй, Сэмюэл Лерой Джексон играющий Мейса Винду, согласился сниматься только на условии если у его персонажа будет меч фиолетового цвета, поэтому в саге фильмов мы можем наблюдать меч этого цвета только у мастера Винду.

#### Клинок цвета маджента
Этот световой меч имеет похожий на пурпурный оттенок и обозначает очарование, сострадание и, при этом, женственность. Им владела Мара Джейд, которая в неканонической вселенной была возлюбленной Люка и родила ему сына, Бена Скайуокера.

#### Бронзовый клинок
Бронзовыми клинками владели джедаи расы Вуки. Владельцем такого меча можно считать Лоубакку, племянника Чубакки.

#### Чёрный клинок
Существует только один чёрный световой меч, так называемый Тёмный меч. Этот меч создал первый мандалорец, официально состоящий в Ордене Джедаев, — Тарр Визсла. После его смерти меч хранился в Храме, пока члены Дома Визсла не выкрали его оттуда во время Падения Старой Республики. Наследники Дома Визсла использовали его, чтобы объединить народ Мандалора и изгнать угнетателей.
Особенность меча была в том, что он был плоский, имел более высокий звук гудения и на конце был заострён, напоминая обычное холодное оружие.

#### Белый клинок
Белым клинком обладают так называемые серые джедаи. Это те джедаи, которые не относят себя ни к темной, ни к светлой сторонам. Известным владеющим была Асока Тано, ушедшая из Ордена Джедаев.

### Устройство светового меча
Рукоять стандартного светового меча составляет приблизительно от 24 до 30 сантиметров в длину и на одном из концов увенчивается зеркалоподобным вогнутым металлическим диском, так называемым эмиттером клинка. В число элементов управления входят активационный рычаг, розетка для подзарядки, диагностические датчики, а в ряде случаев также регулятор длины и интенсивности клинка. Открыв небольшую панель доступа, можно обнаружить крохотную, однако высокотехнологичную диатиумную батарею питания и как минимум один, а иногда и несколько ограненных кристаллов или драгоценных камней (в большинстве случаев это был кайбер-кристалл).
Кристалл светового меча фокусирует заряд энергии, подаваемой от батареи питания, в узкий параллельный луч, исходящий из эмиттера в виде сияющего вибрирующего клинка чистой энергии. Клинок представляет собой замкнутую энергетическую петлю. Её амплитуда определяет расстояние, на котором луч энергии поворачивает обратно, к отрицательно заряженному входному отверстию высокоэнергетического потока, имеющего форму кольца, окружающего эмиттер. Одной батареи питания может хватать на годы, поскольку он подпитывается энергией, возвращающейся во входное отверстие светового потока; оружие теряет энергию, только когда лезвие входит в контакт с посторонним объектом.
Смертоносный клинок светового меча может прорезать практически любую материальную субстанцию. Поскольку сам клинок не имеет веса и не излучает тепла, новичок легко может не рассчитать его траектории.